# Sakgame
 (août 2025).
Sakgame est une souveraine chez les Nord-Amérindiens Hurons-Wendats.